# IPD BF-1 Beija-Flor
O IPD BF-1 Beija-Flor foi um helicóptero leve do dois lugares construído no Brasil pelo Instituto Brasileiro de Pesquisa e Desenvolvimento.

## Desenvolvimento
O IPD BF-1 foi produzido no departamento de aeronaves do Instituto Brasileiro de Pesquisa e Desenvolvimento (IPD) atual Instituto de Aeronáutica e Espaço (IAE), tendo sido desenhado por Henrich Focke. Três protótipos foram construídos, no entanto, não ouve produção de mais unidades. Foi um helicóptero de rotor único de três pás, acionado por um motor de pistão Continental E225. Dois rotores de cauda forneciam controle de inclinação e guinada.
Seu primeiro vôo foi realizado em janeiro 1959.